# Гільєрмо Віскарра
Гільєрмо Віскарра (ісп. Guillermo Viscarra, нар. 7 лютого 1993, Санта-Крус-де-ла-Сьєрра) — болівійський футболіст, воротар клубу «Орієнте Петролеро».
Виступав, зокрема, за клуб «Болівар», а також національну збірну Болівії.

## Клубна кар'єра
Народився 7 лютого 1993 року в місті Санта-Крус-де-ла-Сьєрра. Вихованець футбольної школи клубу «Віторія» (Салвадор).
У дорослому футболі дебютував 2014 року виступами за команду клубу «Болівар», в якій провів один сезон, взявши участь лише у 6 матчах чемпіонату.
До складу клубу «Орієнте Петролеро» приєднався 2015 року. Відтоді встиг відіграти за команду із Санта-Крус-де-ла-Сьєрра 16 матчів в національному чемпіонаті.

## Виступи за збірні
Залучався до складу молодіжної збірної Болівії. На молодіжному рівні зіграв у 6 офіційних матчах, пропустив 1 гол.
У складі національної збірної Болівії провів 1 матч, пропустив чотири м'ячі. У складі збірної був учасником розіграшу Кубка Америки 2016 року у США.

## Статистика клубних виступів
| Команда | Дивізіон            | Сезон         | Чемпіонат | Чемпіонат | Кубок | Кубок | Континентальні кубки | Континентальні кубки | Разом | Разом |
| Команда | Дивізіон            | Сезон         | Ігор      | Голів     | Ігор  | Голів | Ігор                 | Голів                | Ігор  | Голів |
| ------- | ------------------- | ------------- | --------- | --------- | ----- | ----- | -------------------- | -------------------- | ----- | ----- |
| 2014/15 | «Болівар»           | ПФЛ (Болівія) | 6         | 0         | -     | -     | -                    | -                    | 6     | 0     |
| 2015/16 | «Орієнте Петролеро» | ПФЛ (Болівія) | 0         | 0         | -     | -     | -                    | -                    | 0     | 0     |
| Разом   | Разом               | Разом         | 6         | 0         | -     | -     | -                    | -                    | 6     | 0     |

## Титули і досягнення
- Чемпіон Болівії (2):

«Болівар»: Апертура 2015, Клаусура 2015